# Штефан Ріттау
Штефан Георг Юліус Ріттау (нім. Stephan Georg Julius Rittau; 27 грудня 1891 — 22 серпня 1942) — німецький воєначальник, генерал-лейтенант вермахту. Кавалер Лицарського хреста Залізного хреста.

## Біографія
Син власника лицарської мизи. 28 березня 1911 року вступив в Прусську армію. Учасник Першої світової війни. Після демобілізації армії залишений в рейхсвері. З 1 лютого 1939 року — командир 102-го піхотного полку, з 20 жовтня 1940 року — 129-ї піхотної дивізії. 22 серпня 1942 року загинув разом із своїм ад'ютантом під час партизанського нападу.

## Звання
- Фанен-юнкер (28 березня 1911)
- Фенріх (18 січня 1911)
- Лейтенант (18 серпня 1912; патент від 23 серпня 1910)
- Оберлейтенант (27 січня 1916)
- Ротмістр (1 липня 1922)
- Гауптман (1 жовтня 1922)
- Майор (1 квітня 1933)
- Оберстлейтенант (1 вересня 1935)
- Оберст (1 березня 1938)
- Генерал-майор (1 серпня 1940)
- Генерал-лейтенант (1 серпня 1942)

## Нагороди
- Залізний хрест 2-го і 1-го класу
- Королівський орден дому Гогенцоллернів, лицарський хрест з мечами
- Почесний хрест ветерана війни з мечами
- Медаль «За вислугу років у Вермахті» 4-го, 3-го, 2-го і 1-го класу (25 років)
- Застібка до Залізного хреста 2-го і 1-го класу
- Лицарський хрест Залізного хреста (22 листопада 1941)